# کیم وو چونگ
کیم ووچونگ یا کیم وو جونگ (به کره‌ای: 김우중) (زاده ۱۹ دسامبر ۱۹۳۶ - درگذشته ۹ دسامبر ۲۰۱۹) رئیس پیشین هیئت مدیره و مؤسس گروه دوو درشهر دئگو کره به دنیا آمد، کیم در دوران کودکی، زمانی که یک پسربچه بود، به فروش روزنامه می‌پرداخت. یاری رساندن به خانواده‌اش در پی ربوده شدن پدرش در آن زمان برای مدت کوتاهی تقریباً تنها برعهده او بود. پدر کیم، معلم رئیس‌جمهور اسبق کره، پارک چونگ هی بود. پارک، کیم را از نظر اعتبار و رقابت تجاری، بسیار کمک کرد. او پس از اتمام تحصیلات ابتدایی و متوسطه (در دبیرستان کیونگی) در سال ۱۹۶۰ موفق به اخذ دانشنامه اقتصاد از دانشگاه یانس کره جنوبی گردید. پس از یک سال خدمت در شورای توسعه اقتصادی کره جنوبی که یک ارگان دولتی است، کار تجاری خود را در شرکت صنایع هان سانگ آغاز نمود و تا قبل از سال ۱۹۶۷ که خود شرکت صنایع دوو را تأسیس کرد؛ در این شرکت تا مقام مدیریت ارتقا پیدا کرد. کیم، سپس این کار را رها کرد و صنایع دوو را با ۵ نفر به عنوان شریک راه‌اندازی کرد. کیم شرکت‌های ورشکسته بسیاری خرید؛ چنان‌که بخش بزرگی از دوو از شرکت‌های ورشکسته و دارای بدهی ساخته شده‌است که توسط دوو خریداری شده‌اند.

## اقدام‌ها
- تأسیس شرکت دوو، ۱۹۶۷
- به عهده گرفتن قراردادهای ساختمانی غیرنظامی در لیبی
- ساخت کارخانه لاستیکسازی در سودان
- ساختن خطوط راه‌آهن به سفارش حکومت ایران در دوران جنگ ایران و عراق
- سفر به ایالات متحده، در ۱۹۷۰
- شروع فعالیت دوو در صنایع سنگین، ۱۹۷۶
- خرید پالایشگاه نفتی آنت‌ورپ بلژیک در زمان ورشکستگی آن در ۱۹۸۴ (میلادی)
- خرید یک کارخانه کشتی‌سازی به درخواست حکومت کره، در سال ۱۹۹۱ که ۱۱ سال بعد به سود رسید.
- سفر به کره شمالی در ژانویه ۱۹۹۲
- عقد قرارداد با شرکت فروشگاه‌های پوشاک سیرز در ایالات متحده برای تأمین اجناس فروشگاه‌های این شرکت.
- خرید، بازسازی و بازگشایی کارخانهٔ منسوجات در ویتنام

## جایزه‌ها و افتخارها
در ماه ژوئن سال ۱۹۸۴، پادشاهی سوئد، شاه کارل گوستاو شانزدهم، یک جایزهٔ تجاری بین‌المللی را به کیم اهداء کرد. همچنین در سال ۱۹۸۸، مجله اکونومیست، چاپ کره، طی یک نظرسنجی، وی را به عنوان محترم‌ترین مرد کسب و کار در کره انتخاب نمود. در سال ۱۹۸۹ نیز، یونسکو، در سئول، او را به خاطر کمک به اقتصاد و تعهد او به کار، به عنوان مرد سال برگزید. دولتهای پاکستان و سودان نیز به خاطر کمک کیم به توسعه اقتصادی کشورهایشان به او نشان افتخار دادند.

## موفقیت‌ها
در سال ۱۹۷۰، پس از اولین سفر کیم به ایالات متحده، دوو بیش از ۴۰ درصد کل سهمیهٔ واردات ایالات متحده را به خود اختصاص داد. در سال۱۹۷۶، کیم سهام یک کارخانه ماشین‌سازی دولتی را که بیش از ۳۷ سال ضرر داده بود، خرید و پس از ۹ ماه آن را به سوددهی رساند. وی نام این کارخانه را شرکت صنایع سنگین دوو گذاشت. در سال ۱۹۸۴، کیم پالایشگاه نفتی آنت‌وِرپ در بلژیک را که ورشکسته شده بود خریداری کرد و نام آن را به یونیورسال تغییر داد. پس از یک سال، این پالایشگاه و شرکت نفتی نیز به سوددهی رسید. در سال ۱۹۹۱، دوو، درآمدی بالغ بر ۲۵ میلیارد دلار به دست آورد. در ژانویه سال ۱۹۹۲، کیم با سفر به کره شمالی، با دولت این کشور قراردادی مبنی بر تأسیس ۹ کارخانه در کره شمالی و تولید اجناسی از قبیل چمدان، اسباب بازی، کفش کتانی و پیراهن با نیروی انسانی بومی، منعقد کرد. در دهه ۹۰، دوو با ۳۰ سال سابقه، دارای رتبهٔ دوم از نظر دارایی و سرمایه و رتبهٔ سوم از جهت سود در میان شرکت‌های کره‌ای بود. در سال ۱۹۹۱، کارخانه کشتی سازی‌ای که کیم به درخواست حکومت کره خریده بود، پس از ۱۱ سال، به سود رسید. او در طول فعالیت خود در دوو، شرکت‌های ورشکسته بسیاری را خریداری کرد و با تغییر ساختار مدیریتی به سوددهی رساند.

## شکست و ورشکستگی
کیم در پیِ بحران مالی و ارزی در آسیا و به دنبال مشکلات اعتباری، با بحران در مدیریت و نگهداری شرکتهای تابعه دوو مواجه شد مجبور به فروش ۵۰ درصد از سهام شرکت‌های اصلی دوو گردید. زمانی که او در خارج از کشور زندگی می‌کرد، به دلیل بدهی‌های شرکت دوو به کارکنان و…، مدتی تحت تعقیب پلیس بین‌الملل بود.
وی به زودی در چهاردهم ژوئن ۲۰۰۵ پس از بازگشت به کره بازداشت شد؛ برای مشکلات مالی دوو عذرخواهی کرد و تمامی مسئولیت قانونی بدهی‌های دوو را برعهده گرفت. در ماه مه ۲۰۰۶، کیم برای مشکلات مالی، از جمله اختلاس به ده سال زندان محکوم شد. ۲۲ میلیارد دلار از دارایی او مصادره شد و موظف به پرداخت ۱۰میلیون جریمه اضافی شد. کیم در ۳۰ دسامبر ۲۰۰۷، توسط رئیس‌جهور وقت کره، رو مو هیون، مورد عفو قرار گرفت. (رؤسای جمهور کره، طبق یک سنت، برای هر سال جدید، تعدادی از مجرمین را مورد عفو عمومی قرار می‌دهند)
روزنامهٔ کُریا هِرالد (The Korea Herald)، که به زبان انگلیسی در سئول منتشر می‌شود در تاریخ ۱۲ دسامبر ۲۰۱۷ در خبری با عنوان «فهرست ۲۱٬۰۰۰ بدهکار مالیاتی اعلام عمومی شد»، نوشت کیم وو چونگ مالیات خود به مبلغ ۳۶٫۹ میلیارد وون کره جنوبی را پرداخت نکرده‌است.

## تالیف‌ها
- سنگ‌فرش هر خیابان از طلاست، بهار۱۹۸۹